# Freyr Alexandersson
Freyr Alexandersson (født 18. november 1982) er cheftræner for SK Brann. Han kom til klubben den 11. Januar 2025.